# Наїм Сліті
Наїм Сліті (фр. Naïm Sliti, нар. 27 липня 1992, Марсель) — туніський футболіст, півзахисник саудівського клубу «Аль-Іттіфак» та національної збірної Тунісу.

## Клубна кар'єра
Народився у французькому місті Марсель в родині вихідців з Тунісу. Розпочав займатись футболом в академіях клубів «Обань» і «Марсель», поки 2007 року не потрапив у структуру клубу «Седан».
З 2010 року Сліті став виступати за другу команду «Седану», а з сезону 2011/12 став гравцем основної команди, в якій провів два сезони, взявши участь у 48 матчах чемпіонату. Більшість часу, проведеного у складі «Седана», був основним гравцем команди, що виступала у Лізі 2.
Влітку 2013 року «Седан» було оголошено банкрутом і відправлено в аматорську лігу, після чого Наїм перейшов у «Париж». У новій команді Сліті виступав вкрай мало, зігравши за сезон лише у чорирьох матчах чемпіонату, здебільшого граючи за дубль.
2014 року уклав контракт з клубом «Ред Стар», у складі якого провів наступні два роки своєї кар'єри гравця. В першому сезоні, забивши 8 голів в 28 матчах, Сліті допоміг клубу виграти третій дивізіон і вийти до Ліги 2, де Наїм також здебільшого виходив на поле в основному складі команди і зайняв з командою високе 5 місце.
Влітку 2016 року Сліті був відданий в оренду з правом викупу в «Лілль». 28 жовтня 2016 року в програній 0:1 домашній зустрічі з «Парі Сен-Жерменом» Сліті дебютував у Лізі 1, а через місяць, 29 листопада, в матчі з «Каном», забив свій перший гол в елітному дивізіоні. Загалом до кінця сезону встиг відіграти за команду з Лілля 16 матчів в Лізі 1. В липні 2017 року «Лілль» викупив контракт гравця і відразу віддав його в оренду в «Діжон». Протягом сезону 2017/18 відіграв за команду з Діжона 31 матч в національному чемпіонаті, забивши 7 голів.

## Виступи за збірну
3 червня 2016 року дебютував в офіційних іграх у складі національної збірної Тунісу в матчі кваліфікації до Кубка африканських націй в 2017 року проти Джибуті, в якому відразу відзначився голом.
У складі збірної був учасником Кубка африканських націй 2017 року у Габоні, де забив гол у ворота збірної Алжиру (2:1). Наступного року поїхав з командою на чемпіонат світу 2018 року у Росії.
Наразі провів у формі головної команди країни 67 матчів, забивши 13 голів.